# Радио
 Тази статия е за техническото средство.  За филма от 2003 г. вижте Радио (филм).  
Радио (от лат. radius – лъч) е технология, позволяваща преноса на сигнали чрез модулиране на радиовълни. Чрез радиовълните се пренасят звук, изображение и данни, но масово е възприето по-тясното значение, а именно – пренасяне на звук. Радио се нарича накратко и апаратът за приемане – радиоприемник, а понякога и тези за предаване на радиосигнали – радиопредавател, както и комбинираните приемо-предаватели – радиостанции. Популярното име на радиоприемник, основан на транзисторна (или интегрална) технология, е транзистор.
Радиото е едно от основните средства за масова информация, служещо за разпространение на говор и музика. Предприятие, чиято основна дейност е създаването и разпространение на радиопрограми, се нарича радиооператор (често просто радиостанция или само радио). Тези предприятия организират производството на радиопрограми, които обединяват усилията на професионалисти от журналистиката, музиката, понякога на образованието и театъра. Частните радиостанции се издържат главно от реклама, а обществените (държавни и др.) изпълняват обществени функции и се издържат основно от правителствена субсидия или чрез събиране на такси от потребителите. Първата организация, имаща за основна дейност обществено радиоразпръскване, е британската корпорация Би Би Си, създадена през 1922 г.

## История

### Изобретяване на радиото
Възникването на радиото е резултат на продължителен процес, протекъл през втората половина на XIX век, в чийто ход постепенно се стига до известните днес приложения. В него вземат участие множество учени, инженери и предприемачи, като Майкъл Фарадей, Андре-Мари Ампер, Алесандро Волта, Георг Ом, Вернер фон Сименс, Джеймс Кларк Максуел, Самуел Морз, Томас Едисън, Александър Греъм Бел, Хайнрих Херц, Никола Тесла, Оливър Лодж, Александър Мюрхед, Александър Степанович Попов, Гулиелмо Маркони, поради което е трудно еднозначно да се посочи един изобретател на радиото и този въпрос често става предмет на спорове.
Преминаването от лабораторни демонстрации към масово внедряване отнема няколко десетилетия и усилията на множество участници. Още през 1878 г. Дейвид Хюз забелязва пукания в разработвания от него телефонен приемник и след някои подобрения успява да използва този ефект за предаване на сигнал от разстояние няколкостотин метра. След като при демонстрацията пред Кралското дружество му е дадено тривиално обяснение на явлението, той изоставя изследванията в тази насока. Друго научно откритие от този период принадлежи на Хайнрих Херц, който от 1888 г. нататък започва да демонстрира, че е възможно да се произведе и детектира електромагнитно излъчване, което тогава наричат „вълни на Херц“ или „етерни вълни“ и което днес наричаме радиовълни.
През 1893 г. Никола Тесла, изготвяйки различни устройства за своите експерименти с електричество, извежда основните принципи на безжичното предаване на информация, които демонстрира пред публика, като описва всички отделни елементи, използвани в радиотехниката преди изобретяването на електронната лампа. Първоначално той експериментира с магнитни приемници, за разлика от т. нар. кохерери, използвани от пионерите на радиотехниката (Лодж, Попов, Маркони и някои други.
На 14 август 1894 г. Оливър Лодж и Александър Мюрхед провеждат в Оксфордския университет демонстрация на безжичен телеграф – устройство, което предавало морзовата азбука, но не звук или говор. Те успешно предават сигнал между две сгради на университета, отдалечени на 40 m една от друга. Изобретеният от Лодж апарат – „Прибор за регистрация на приемането на електромагнитни вълни“ съдържал източник на ток, реле, галванометър и кохерер. Последният представлява стъклена тръбичка, напълнена с метални стружки („тръбичка на Бранли“), които са чувствителни към „вълните на Херц“, но за възстановяване на чувствителността им се налагало тръбичката периодично да се разтръсква и за тази цел се използвал специален механизъм. Лодж също не продължава изследванията си.
В крайна сметка през 1895 г. Александър Попов конструира първия радиоприемник и демонстрира на научен форум първото радио – предаване и приемане на информация чрез излъчване на радиовълни. Александър Попов доказва, изследва и обосновава възможността устройството да служи за „сигнализация“ при достатъчно мощен източник на излъчване, използвайки стъклена тръбичка с метални прахове за индикатор на приеманите сигнали във вид на електромагнитно поле (радиовълни, които тогава са наричани електрически вълни или „херцови“ вълни). За основа на източника на електромагнитни вълни той използва схема, която е използвал и Лодж предната година в Оксфорд. Попов усъвършенства схемата и реализира устройство за предаване на електромагнитни вълни на голямо разстояние. За излъчвател на тези вълни в първите радиопредавателни устройства А. С. Попов е използвал вибратор, подобен на дипола на Херц. Той увеличава разстоянието на връзката чрез повишаване на чувствителността на индикатора на приеманите сигнали (кохерера) и чрез увеличаване на мощността на приеманите сигнали посредством проводникова антена, свързана към кохерера.
Устройството е имало към кохерера и електрически звънец с чукче, с което са приемани сигнали, излъчени с морзовата азбука. Апаратът на Попов давал възможност за първи път да се приемат радиосигнали, носещи информация чрез радиовълни и отваря пътя към създаването на други радиоустройства, позволяващи практическо използване на радиовълните. От една зала на университетската сграда Попов изпраща в друга чрез морзова азбука думите „ГЕНРИХ ГЕРЦ“, които председателят на дружеството възпроизвежда на черната дъска. Така на 7 май 1895 г. е извършено първото безжичното предаване на съобщение на разстояние. Именно това, че не само са излъчвани радиовълни, а чрез тях е предадена информация, е основата на претенцията датата 7 май да се чества като Международен ден на радиото, а Александър Попов да се сочи за откривател на радиото.
През 1899 г. Попов включва към уреда телефонна слушалка и създава възможност за слухово приемане на сигналите.
През 1896 г. италианецът Гулиелмо Маркони получава британски патент за „подобрения в предаването на електрическите импулси и сигнали, както и за апаратурата за тази цел“. Година по-късно (1897) той построява радиопредавател на остров Уайт, а през 1898 г. и фабрика за безжични устройства в Челмсфорд, в която започват работа около 50 души. Маркони е и първият осъществил радиопредаване на далечно разстояние – през 1901 г. между Нюфаундленд (Канада) и Корнуол (Великобритания). Въпреки че традиционно той е считан за съизобретател на радиото, през 1943 г., може би по политически причини и във връзка със съдебни спорове между него и американското правителство за нарушаването на патентите му по време на Първата световна война, Върховният съд на Съединените щати признава предимството на патентите на Никола Тесла. Това решение остава валидно само за територията на страната.
На Бъдни вечер през 1906 г. Реджиналд Фесенден излъчва първото аудио-радиопредаване от брега на Масачузетс към корабите в морето и пасажерите успяват да чуят как той свири на цигулка коледни песни и чете откъси от Библията. Началото на редовното обществено радиоразпръскване е поставено през 1909 г. в Сан Хосе, но то става масово едва през 20-те години с широкото разпространение на радиоприемниците, особено в Европа и Северна Америка.
През 2011 г. държавите-членки на ЮНЕСКО провъзгласяват, а през 2012 г. Общото събрание на ООН гласува и утвърждава 13 февруари за Световен ден на радиото (World Radio Day, или WRD). Широкият консултативен процес за установяване на най-подходящата дата за честване на значението на радиото по цял свят, извършен от ЮНЕСКО, включва всички заинтересовани страни, а именно асоциации на радио- и телевизионни оператори, публични, частни, обществени и международни радио- и телевизионни оператори, агенции на ООН, фондове и програми, неправителствени организации, свързани с темата, академични среди, фондации и агенции за развитие, както и постоянни делегации на ЮНЕСКО и национални комисии. На 13 февруари 1946 г. е създадено радиото на ООН, което е основното съображение за избора на тази дата за отбелязване на Световния ден на радиото.

### Масова употреба
Най-ранната широка употреба на радиото е в мореплаването за предаване на телеграфни сигнали между кораби и до сушата. Сред първите случаи на такова използване е проследяването на руските кораби от японския флот по време на битката при Цушима през 1905 г. Известен случай на използване на радиото е и потъването на „Титаник“ през 1912 г., когато се осъществява интензивна комуникация между потъващия кораб и съседните съдове, както и със сушата.
През Първата световна война радиото се използва за предаване на заповеди и комуникация от повечето воюващи страни. Германия започва да го използва широко за връзка с дипломатическите си представителства по света след прекъсването на нейните подводни кабелни трасета от британците. По радиото американците предават с пропагандна цел Четиринадесетте точки на Уилсън.
Следващото значително подобрение в радиотехниката са приемниците с електронни лампи.
Първата радиопрограма с новини е започнала излъчване на 31 август 1920 г. от радиостанцията 8MK (днес WWJ) в Детройт. През октомври радиостанцията 2ADD излъчва поредица от вечерни концерти, която се смята за първото забавно предаване в Съединените щати, а през следващия месец – и първото предаване на спортно събитие. През 1922 г. изследователският център на Маркони в Ритъл започва редовното излъчване на развлекателни предавания, а първите радиостанции, редовно излъчващи информация в Европа, се появяват след края на Първата световна война.
Между двете войни радиото се развива стремглаво, основани са много частни и обществени радиостанции. Периодът между 30-те и 50-те години на XX век е описван като Златните години на радиото. То се налага като най-бързото и най-авторитетно средство за масова информация. Впечатляващ пример за това е излъчената на 30 октомври 1938 г. радиодраматизация на „Война на световете“ по Хърбърт Уелс. Пиесата, която разказва за нахлуването на извънземни на Земята, е приета от повечето слушатели за реално случващо се събитие и настъпва повсеместна паника. По време на Втората световна война радиото проявява своята сила и като мощно пропагандно средство. Радиостанциите излъчват новини на много езици, за да информират или дезинформират обществеността за случващото се по фронтовете. От този период датират първите умишлени заглушавания и първите предавания на кодирана информация.
Съвременната представа за радиото включва и редица сродни приложения, сред първите от които е използването на радиосигнали с амплитудна модулация за навигация в авиацията. Такива навигационни системи се използват широко до началото на 60-те години, когато са изместени от всенасочените УКВ радиофарове. В началото на 30-те години радиолюбители откриват еднолентовата и честотната модулация, а в края на десетилетието те вече са утвърдени в радиоиндустрията. През този период се развива и радиолокацията, използвана за откриване на разположението на самолети от наземни радарни станции. Още в началото на 20-те години радиовълните се използват и за предаване на телевизионен образ, през 40-те години в Северна Америка и Европа започва излъчването на публични телевизионни предавания.
През 50-те години за първи път се излъчват и програми на ултракъси вълни (УКВ) и със стереозвучене. С масовото навлизане на телевизията радиото започва да губи водещата си роля и търси нови форми за привличане на аудиторията. Радиостанциите започват излъчването на програми по отделни канали с различна роля – информационна, забавна, музикална, образователна.
През 1954 г. се появява Regency TR-1, първият преносим транзисторен радиоприемник, захранван с батерия. През следващите години транзисторите изместват електронните лампи в радиотехниката, с изключение на някои мощни предаватели. През 1963 г. започва публичното излъчване на цветна телевизия, а в орбита е изведен първият комуникационен сателит, Телстар. В края на 60-те години американската телефонна мрежа започва да преминава към цифров сигнал, използвайки цифрово радио за много от връзките на далечно разстояние.
През 70-те години LORAN се превръща във водещата система за наземна радионавигация. Малко по-късно американският военноморски флот започва да експериментира със спътникова навигация, което довежда до създаването на Глобалната система за позициониране (GPS) през 1987 г. В началото на 90-те години на XX век радиолюбители започват да използват персонални компютри със звукова карта за обработка на радиосигнали. В края на десетилетието започва разпространението на цифрови предавания.

### В България
През 1907 г., според договор между българското и руското правителство, до село Франга (днес Каменар), северно от Варна, започва работа първият български безжичен телеграф. Връзка между Варна и Севастопол се осъществява с апаратура, доставена от фирмата „Marconi Company“. През лятото на 1911 г. на борда на крайцера „Надежда“ започва да работи радиостанция. На 1 май 1912 г. влиза в редовна експлоатация първата българска брегова радиостанция до село Франга, „която служи за приемане и предание на телеграми от странство и България“. Впоследствие радиото навлиза в масова употреба и в България, като става едно от основните средства за далекосъобщения.
Двадесет и първото обикновено народно събрание приема Закон за радиото и го обнародва в ДВ, бр. 29 от 10 май 1927 г. Установяването на законовите рамки на тази дейност дава начален тласък и предопределя както развитието на български излъчвания в ефира, а така също и развитието на родното производство на радиоприемници. Този закон е условието да се премине от занаятчийското производство на единични бройки приемници, изграждани по различни схемни решения или на такива изработвани по схемите на фабрично серийно произвеждани от водещи западни фирми към серийно фабрично производство. Първата фабрика „Тулан“ за производство на радиоприемници е регистрирана в търговския регистър на областния съд в Бургас под номер 1346/1927 г. И тази дейност започва при условията на внос на всички електронни компоненти. Във фабриката се полага началото за производство на проводници и кабели, с което се решават въпросите на монтажа и производството на трансформатори. След национализацията на фабричните предприятия през 1947 г. тази фабрика е основата на бъдещия Кабелен завод – Бургас.
Началото на общественото радиоразпръскване в България е поставено през 1929 г., когато група инженери, начело с техника Георги Вълков, построяват 60-ватов радиопредавател в Инженерната работилница в София. През последната седмица на месец ноември в ефир за първи път прозвучават думите „Ало, ало, тук е Радио София!“. В началото на 1930 г. видни интелектуалци, общественици и инженери радиолюбители основават обществената организация Съюз „Родно радио“. Съюзът използва предавателя на Първа инженерна дружина и започва излъчването на редовни предавания през юни същата година. През септември 1934 г. радиоклуб „Варна“ започва първите пробни ежедневни програми в град Варна. На 9 декември се състои и официалното откриване на „Радио Варна“. Програмата се излъчва на дължина на вълната 235,1 m, като през времето, когато няма варненска програма, се излъчва програмата на „Родно Радио“ от София, предавана по телефонна линия.
На 25 януари 1935 г. цар Борис III подписва указ, с който радиоразпръскването в България става държавна собственост. Днес този ден се отбелязва като ден на Българското национално радио (БНР), което остава единствената радиоорганизация в България до 1990 г., макар и с няколко програми. През 1977 г. например то излъчва четири национални програми – информационно-музикална („Хоризонт“), информационно-образователна („Христо Ботев“), музикална („Орфей“) и образователна („Знание“), както и още пет регионални радиостанции – в Пловдив, Варна, Стара Загора, Шумен и Благоевград.
По времето на социализма излъчващите предавания на български език чужди радиостанции като BBC, Deutsche Welle, Voice of America, са заглушавани (заклеймени като „вражески“ радиостанции), но хората ги слушат тайно. През 70-те години Георги Марков излъчва своите „Задочни репортажи“ в предаванията за България на радио „Свободна Европа“.
След промяната на режима през 1989 г. вече официално на 16 януари 1991 г. на честота 97,60 MHz в ефира на София зазвучава програмата на „Гласът на Америка“ от Вашингтон. На 7 януари 1993 г. на същата честота с кратки включвания се появява Радио Витоша. Първата официално лицензирана частна българска радиостанция е Радио FM+, която стартира в 17:16 часа на 15 октомври 1992 г., последвана от Радио Експрес на 1 ноември. През декември 1992 г. стартират и първите две радиостанции в Пловдив: „Веселина“ и „Канал Ком“. Днес в България се излъчват три национални радиопрограми – Хоризонт, Христо Ботев и Дарик Радио, около 15 радиомрежи с обхват в по-големите градове и около 70 регионални УКВ радиостанции.

## Технология
Радиовълните са електромагнитни вълни, част от електромагнитния спектър. Честотната лента, която те заемат е от няколко десетки херца до няколкостотин гигахерца и се нарича радиочестота. Радиовълните се излъчват и приемат чрез радиопредавател с предавателна антена и радиоприемник с приемателна антена. При излъчването им на антената се подава променливо напрежение с радиочестота, а при приемане в антената се получава напрежение със същата честота.
При радиоразпръскването с амплитудна модулация амплитудата на предавания сигнал е пропорционална на амплитудата на звука, приеман от микрофона, а честотата на предаването остава непроменена. Такива предавания са сравнително неустойчиви, тъй като мълнии и други източници на радиоизлъчване със същата честота добавят своите амплитуди към първоначалната амплитуда на предавателя. В началото на XX век някои радиостанции предават с мощности до 500 kW и някои от тях могат да бъдат приемани в целия свят. В наши дни максималните мощности на гражданските радиопредаватели са около 50 kW.
Радиоразпръскването с честотна модулация предава звука с по-голяма точност и надеждност. При него амплитудните промени в микрофона предизвикват промени в честотата на излъчвания сигнал, поради което той не е толкова чувствителен на амплитудни смущения. За сметка на това сигналът има нужда от по-широк интервал от честотния спектър и той се излъчва в УКВ интервала (30 – 300 MHz). УКВ вълните имат свойства, близки до тези на светлината – разпространяват се по права линия. По тази причина обхватът на излъчване е ограничен до 100 – 150 km, освен при определени краткотрайни състояния на горните слоеве на атмосферата, когато УКВ сигналът може да се отрази от йоносферата към земята. УКВ приемниците демодулират само най-силния от сигналите, приемани на дадена честота.

## Сродни приложения

### Радиовръзка
Освен като информационно средство за радиоразпръскване от един източник към много приемници, радиовълните могат да се използват за двупосочна връзка, с цел обмяна на информация между двама или повече кореспонденти.
Основните видове радиовръзка са:
- авиационна – за комуникация между въздухоплавателните средства и за контрол на въздушния трафик. За авиационна радиовръзка се използват честотите в диапазона 108 – 137 MHz;
- военна – за устойчиво управление на въоръжените сили, независимо от състоянието на гражданската инфраструктура в страната;
- гражданска – за свободно общуване между гражданите, без необходимост от лиценз;
- космическа – за връзка с космически апарати и екипажи на космически кораби;
- любителска – за комуникация между радиолюбители;
- морска – за комуникация между корабите и за връзка между тях и бреговите служби;
- професионална
  - търговска – за подпомагане на някаква дейност, с цел печалба. Най-често се използва от таксиметрови, охранителни и транспортни фирми;
  - специална – за осъществяване на специализирани дейности, като охрана на висши държавни ръководители (Национална служба за охрана), борба с престъпността и опазване на обществения ред (Полиция на България), аварийно-спасителни дейности (Противопожарна служба, Планинска спасителна служба) и други.

Радиовръзката без използване на ретранслатори се разделя по честотен обхват обикновено на дълговълнова, средновълнова и късовълнова. За други типове телекомуникационни мрежи като спътниковата, радиорелейната и клетъчната е необходимо да се използват ретранслатори.
В зависимост от използваните честоти са възможни различни типове радиовръзка и съответно са създадени редица нови технологии:
- Мобилни телефони – NMT, GSM, UMTS;
- Безжични технологии за предаване на данни – Wi-Fi, GPRS;
- Системи за навигация и позициониране – GPS;
- Радарни комуникации, радиолокация, радиоастрономия

### Радиолюбителска дейност
Радиолюбителската дейност, наричана още радиолюбителство, е многостранно техническо хоби, свързано с конструиране на радиоприемници, радиопредаватели и антенни системи, приемане и предаване на електронни съобщения в радиолюбителските диапазони. Лицата, които развиват радиолюбителска дейност, се наричат радиолюбители. Радиолюбителската дейност в Република България се регламентира от Техническите изисквания за осъществяване на електронни съобщения чрез радиосъоръжения от любителската радиослужба (обн. ДВ. бр. 88 от 2 ноември 2007 г., изм. ДВ. бр. 51 от 7 юли 2009 г., изм. ДВ. бр. 70 от 9Септември 2011 г.) и се контролира от Комисията за регулиране на съобщенията. В Република България електронни съобщения чрез съоръжения от любителската радиослужба могат да се осъществяват само от лице, което притежава разрешително за правоспособност на радиолюбител или хармонизирано радиолюбителско свидетелство (HAREC), и има определен повиквателен знак. Префиксите на повиквателните знаци за радиолюбителите в България са LZ – LZ1, LZ3, LZ5, LZ7 и LZ9 за радиолюбителите в Южна България (която включва Софийска област и област София), и LZ2, LZ4, LZ6 и LZ8 за радиолюбителите в Северна България. Със знак LZ0 се регистрират любителски ретранслатори, радиофарове и други автоматични радиолюбителски средства. В България има около 6200 радиолюбители, което е около 0,085% от населението на страната.

### Телевизия
Телевизията също използва радиовълни за еднопосочно предаване на подвижен образ, синхронизиран със звук. Образът се предава с амплитудна модулация, а звукът – с амплитудна или честотна модулация.
Сигналите от различни честоти се предават от една и съща антена (дуплекс). Възникнала през 30-те години, в средата на XX век телевизията измества радиоразпръскването като най-масовото средство за масова информация.

### Мобилна телефония
При мобилната телефония също се използват радиовълни за осъществяването на двупосочна безжична телефонна връзка.
Обикновено мобилните телефони осъществяват радиовръзка с най-близката базова станция, част от клетъчна мрежа, която от своя страна се свързва с телефонната мрежа чрез оптичен кабел, микровълнова радиовръзка или друг мрежов елемент. Когато мобилният телефон достигне до границата на обхват на базовата станция, централен компютър прехвърля телефона към връзка с нова станция. Клетъчните телефони първоначално са използвали честотна модулация, но днес повечето мрежи използват различни схеми за цифрова модулация. Към 2008 г. броят на мобилните абонати в света се оценява на 4,1 милиарда.

### Навигация
Най-ранната форма на радионавигация е разпознаването на посоката към радиопредавател. През 60-те години в авиацията започват широко да се използват всенасочените УКВ радиофарове. Те използват два едновременно излъчвани сигнала – единият пулсиращ и предаван във всички посоки, а другият насочен и променящ посоката си с определена честота. Измервайки фазовата разлика между двата сигнала, пилотът определя разположението на самолета спрямо предавателя. Абсолютното му положение се определя чрез анализиране на сигнала от два радиофара или на един радиофар, оборудван с далекомерни средства.
Съвременните навигационни системи са базирани на радиосигнали, излъчвани от изкуствени спътници, които са разположени в стационарна орбита около Земята. При GPS спътниците предават данни за своето разположение и за точното време на предаването. Всеки приемник получава сигнал от четири отделни спътника и въз основа на получените данни изчислява своето разположение. По подобен начин функционира и системата LORAN, която е с наземно разположение на предавателите.

### Радиолокация
Системите за радиолокация съдържат радиолокатори (радари), които откриват обекти от разстояние като излъчват към тях радиовълни, които обектите отразяват. Чрез измерване на закъснението на отразените вълни се определя разстоянието до обекта, а от направлението на излъчването се определя посоката на местоположението му. По поляризацията и честотата на отразения сигнал може да се съди за вида на покритието на обекта. Навигационните радари обикновено сканират обширна площ с честота от два до четири пъти в минута. Те използват много къси вълни, които се отразяват от повърхността на земята. Използват се широко в корабоплаването и авиацията.
Радарите с общо предназначение обикновено използват честотите на навигационните радари, но модулират и поляризират сигнала, така че приемникът да може да определи вида на повърхността на отразяващия обект. Най-добрите радари с общо предназначение могат да разпознават дъжда при силна буря и да разграничават земята от превозните средства върху нея. Някои могат да съчетават резултата от работата си със сонарни и картни данни.
Търсещите радари сканират голяма територия с импулси от къси радиовълни, обикновено с честота от два до четири пъти в минута. Понякога те използват доплеровия ефект, за да разпознават движещи се обекти. Насочващите радари използват същия принцип на работа, но сканират по-ограничена площ с по-голяма честота, обикновено няколко пъти в секунда или по-често. Метеорологичните радари са подобни на търсещите, но използват радиовълни с кръгова поляризация и подходяща дължина на вълната, така че да отразяват водните капки. Някои метеорологични радари използват доплеровия ефект за измерване на скоростта на вятъра.

### Пренос на данни
Най-новите радиотехнологии са свързани с цифровизация – цифрова и сателитна телевизия, цифрово и сателитно радио.

### Нагряване с микровълни
Устройствата, генериращи микровълни (от 1 до 300 GHz или СВЧ радиовълни) с цел нагряване на предмети, обикновено не са предвидени да излъчват навън, за да предотвратят намесата в други радиосигнали. Микровълновите фурни се използват за затопляне на храна. В хирургията за зашиване на кръвоносни съдове се използват Диатермични устройства.

### Дистанционно управление
Дистанционните управления използват радиовълни, за да изпращат управляващ сигнал до отдалечен обект. По този начин действат някои ранни системи за насочване на ракети, ранни дистанционни управления за телевизори и много макети на кораби, коли и самолети. В наши дни тежкото промишлено оборудване с дистанционно управление, като кранове и локомотиви, обикновено използва цифров пренос на данни чрез радиовълни, който е по-безопасен и надежден.

## Радиото в масовата култура
7 май, денят, в който Александър Попов демонстрира своето радиоустройство в Санкт Петербург, се отбелязва в Русия и България като Ден на радиото и телевизията.

### Кино
- „Radio“ (Радио) – американски филм с участието на Ед Харис и Куба Гудинг Джуниър, 2003 г.
- „Destiny Turns on the Radio“ („Дестини включва радиото“) – американски филм с участието на Куентин Тарантино, 1995 г.
- „Talk Radio“ („Радиошоу“) – американски филм на Оливър Стоун по сценарий и с участието на Ерик Богосян, 1988 г.
- „Radio Days“ („Радио дни“) – американски филм на Уди Алън, 1987 г.

### Музика
- Radiohead – британска алтернативна рок група
- Radio Bemba Sound System – албум на Ману Чао от 2002 г., групата, с която той изнася концерти и името на система, с която Фидел Кастро и Че Гевара са комуникирали в горите на Сиера Маестра в първите дни на кубинската революция.
- Radio-Aktivität – албум на Kraftwerk, 1975 г.
- „Radio“ – песен на Jamiroquai от албума High Times: Singles 1992 – 2006.
- „Radio“ – песен на Robbie Williams от албума Greatest Hits, 2004 г.
- „Radio #1“ – песен на групата Air от албума 10 000 Hz Legend, 2001 г.
- „...On the Radio (Remember the Days)” – песен на Nelly Furtado от албума Whoa, Nelly!, 2001 г.
- „Radio“ – песен на The Corrs от албума In Blue, 2000 г.
- „Radio Song“ – песен на R.E.M. от албума Out Of Time, 1991 г.
- „Радио“ – песен на група Сигнал от 1987 г.
- „Radio Ga Ga“ – песен на Queen от албума The Works, 1984 г.
- „Radio Free Moskow“ – песен на Jethro Tull от албума Under Wraps, 1984 г.
- „Radio Free Europe“ – песен на R.E.M. от албума Murmur, 1983 г.
- „On The Radio“ – песен на Donna Summer от албума On the Radio: Greatest Hits Volumes 1 & 2, 1979 г.
- „Без радио не мога“ – песен на Лили Иванова от 1967 г., изпълнена също и от Дони, Нети и Нина Николина през 2002 г. и отново от Лили Иванова през 2004 г.

### Периодичен печат
- „Радио“ – името на списание „Радио, телевизия, електроника“ през 1952 – 1956 г.
- „Радио“ – руско техническо списание, излизащо от 1924 г. насам